# Луговая ящерица
Лугова́я я́щерица (лат. Darevskia praticola) — вид ящериц из рода скальные ящерицы, или даревскии (Darevskia), семейства настоящих ящериц (Lacertidae).

## Описание
В длину достигает 18 см (длина туловища до 64 мм, хвост до 112 мм). Окрашена в коричневый цвет, который может быть разных оттенков. По бокам и на спине проходят тёмные линии. Нижняя сторона желто-зеленая у самцов и светло-желтая или беловатая у самок. Иногда встречаются одноцветные, в том числе полностью черные экземпляры.

## Ареал
Вид распространён на Северном Кавказе и в Закавказье (Азербайджан, Армения, Грузия), на территории Турции и Болгарии.

## Образ жизни
Активность — дневная. 
Вид предпочитает поляны и кустарниковые заросли, а также лесные опушки.